# Paracosmiella
Paracosmiella – rodzaj skorków z rodziny skorkowatych i podrodziny Skendylinae.
Skorki te osiągają od 9,5 do 14,5 mm długości ciała mierzonego wraz ze szczypcami. Ich nabrzmiała głowa ma wyraźnie zaznaczone szwy i dość małe, krótsze od skroni oczy. Czułki mają pierwszy człon dłuższy niż ich rozstaw. Przedplecze jest dłuższe niż szerokie lub nieco poprzeczne. Brzegi boczne ma proste. Szczątkowo wykształcone pokrywy (tegminy) maja podłużne listewki na krawędziach bocznych, a ich krawędzie wewnętrzne stykają się na krótkim odcinku pośrodku albo nie stykają się wcale. Tylna para skrzydeł jest całkiem zanikła. Odwłok rozszerza się do VI–VII segmentu, a dalej zwęża. Na segmentach trzecim i czwartym znajdują się dobrze rozwinięte wzgórki gruczołowe. Ostatni tergit zwęża się ku tyłowi u obu płci. Przysadki odwłokowe przekształcone są w szczypce o prostej budowie. U samców P. diversa ramiona szczypiec mają po jednym ząbku środkowym na krawędziach wewnętrznych, natomiast w pozostałych przypadkach są nieuzbrojone. Narządy genitalne samców są krótkie i szerokie.
Skorki te zamieszkują południową Afrykę Wschodnią (Tanzania) i Madagaskar.
Rodzaj ten wprowadzony został w 1990 roku przez Henrika Steinmanna. Należą doń 2 opisane gatunki:
- Paracosmiella diversa (Hincks, 1953)
- Paracosmiella simplex (Brindle, 1966)